# Sal y Mileto
Sal y Mileto es un grupo de rock de fusión de Ecuador. Combinan rock progresivo con blues, hardcore, electrónica, jazz, heavy metal y una base de rock tradicional que planteó su mentalizador Paúl Segovia, el cual falleció luego de 9 años en la banda, creando esa figura trascendente de los grandes roqueros. La otra marca característica es la constante participación en obras de teatro y cine, siendo no solamente el componente musical sino los gestores de la historia misma, impulsada por su cocreador Peky Andino. Actualmente el único integrante original es Igor Icaza quien ha mantenido al grupo vivo con sus aportes en la composición, arreglos y producción.
Su principal premisa musical y estilo, lo autodenominaron bajo el nombre de Rock Libre Ecuatoriano.

## Rock Libre Ecuatoriano
En Latacunga, capital de la provincia de Cotopaxi, en 1994, Paúl Segovia y Peky Andino conforman el proyecto denominado A propósito de un día común experimento de rock libre ecuatoriano junto a Igor Icaza (batería), Victor Narvaéz (guitarra), Jorge Luis Rosero (bongos) y Cesar Albarracín (bajo y flauta traversa). En esa primera aproximación no era una banda como tal, solo un proyecto que se mostraría en la Casa de la Cultura Ecuatoriana (núcleo Cotopaxi) que pretendía fusionar poesía, rock, teatro y el componente íntimo de la música ecuatoriana, la melancolía. El proyecto cambia de nombre a Sal y Mileto para que sea adecuado como banda.
Montaron Ceremonia con sangre, con tinta sangre del Ecuador, considerada por varios críticos como la primera obra de Teatro Rock en el país. En 1997 musicalizaron Kito con K, compusieron la música de algunas series de televisión y participaron con 3 canciones en la banda sonora de la película Ratas, ratones, rateros del director Sebastián Cordero.
Sal y Mileto participó del festival bogotano Rock al Parque en 1999.
De este modo se consolidó probablemente la primera banda que empezaba a definir un estilo propio que fue autodenominado por la banda como Rock Libre Ecuatoriano, que incluía varias expresiones artísticas y no solo la musical. Éste único caso podría referenciarse como la misma esencia de la fusión que el género del rock causó en el país, donde no se tomaban subgéneros y tendencias para expresar el nuevo rock surgido sino que plantea originalidad de creación, que hasta el momento no ha podido ser repetida.
La banda fue reintegrada luego de tres años a partir de la muerte de su creador principal. Franco Aguirre (bajo y voz) e Igor Icaza (batería y voz) junto a Lucho P Lucho Enriquez (guitarra) ofrecen multitudinarios conciertos de retorno en las principales ciudades de Ecuador y en menos de un año realizan gira por seis países de Europa, participan en el Fimu (Francia) y en el Senglarock (Lleida-España), retornan y participan en los más reconocidos festivales de Ecuador, lanzan el EP "El dolor", participan en el BAFIM "Feria Internacional de la Música" (Buenos Aires-Argentina), realizan el proyecto "Gira nacional de descentralización, formación e investigación musical" (ocho talleres gratuitos de bajo, batería y guitarra en sectores rurales del Ecuador). Ofrecen conciertos en EE.UU. Actualmente, con nueva formación preparan material nuevo. Sal y Mileto se convirtió en referente de la música y banda fundamental para entender al colectivo musical ecuatoriano.

## Historia
Paúl Segovia e Igor Icaza se conocen en Latacunga en 1988 y a pesar de las diferencias musicales, se plantean hacer música fusionando los gustos de ambos. En 1994, con la idea de Peky Andino y Jaime Paúl Segovia, la intención original fue musicalizar poesía urbana, la música base era el rock pero luego incluyeron instrumentos tan diversos como flauta traversa, saxo y en cierta etapa incluso violin.

 Sal y Mileto nació en 1994, en la colonial hacienda Tilipulo, sector los hornos. Paul Segovia, Igor Icaza, Víctor Narváez, Jorge Luis Rosero y César Albarracín estuvieron en el nacimiento de la banda. Peky Andino se encargó de las letras al inicio.

Armado el grupo fueron a repasar en Tilipulo cerca de Latacunga, un lugar atestado de hornos en una hacienda colonial que Narváez había conseguido del Municipio. Allí bautizaron al proyecto como A propósito de un día común experimento de rock libre ecuatoriano. No era una banda como tal, solo un proyecto que se mostraría en la casa CCE de Latacunga. Sal y Mileto se convirtió en el nombre de la banda por identificar las dos propuestas juntas que el proyecto ponía en escena: música y poesía, "Sal" representa a la música y proviene de la novela del escritor cuencano Humberto Mata y "Mileto" representa a la poesía y proviene de la ciudad griega de la que es oriundo Tales y los primeros filósofos materialistas.
• Realizaron dos presentaciones en la Casa de la Cultura de Latacunga.
1995
• La banda se radica en Quito Ecuador
• Grabación del primer demo-tape con cuatro temas originales.
• Ingresa a la banda Franco Aguirre (bajo y coros), ayuda a establecer la forma musical y vanguardista (trio) con la que el grupo será reconocido
1996
• Se une Felipe Cisternas (saxo y teclados)
• Mejor propuesta musical según la prensa ecuatoriana, gana esta crítica gracias a la musicalización de las obras de teatro: "Ceremonia con sangre, con tinta sangre del corazón" y "Kito Kon K" guionizadas por Peky Andino, así lo rescata Diario El Comercio en el reestreno de "Kito Kon K" en 2009

En 1996, la obra rompió la forma tradicional de tratar al teatro ecuatoriano[...] Ahora Sal y Mileto es una leyenda viva

• La obra "Kito Kon K" se presenta en Perú.
• La banda profesionaliza sus presentaciones a partir de los eventos sobresalientes de este año.
1997
• Realizan una gira nacional.
• Destacan "El principito es un guambra de la calle" para el soundtrack de la película "Ratas, ratones, rateros", del director ecuatoriano Sebastián Cordero.
• Componen música incidental para series de TV, en Ecuavisa.
1999
• El 13 de febrero, participan en el Festival "Pululahua, Rock desde el Volcán" desde el volcán Pululahua cerca de la ciudad de Quito, Ecuador, con la participación de 48 artistas y bandas de Latinoamérica, Estados Unidos y Europa. recibiendo excelentes críticas incluso desde el programa Raizónica de la cadena MTV.
• En marzo, Sal y Mileto lanza su primer CD autodenominado “Sal y Mileto” en la Fiesta de la Música de la Alianza Francesa, en Quito, Ecuador.
• La banda se presenta en la inauguración del almacén Tower Records en Quito.
• El 16 de octubre, se presentan en el escenario Media Torta del Rock al Parque, Bogotá, Colombia, el mayor festival gratuito de música independiente de Latinoamérica.

Considerado por la crítica como uno de los mejores en toda la historia de Rock al Parque, por la calidad de las bandas invitadas[...] 225 mil personas asisten al festival en los tradicionales escenarios de la Media Torta y el Parque Simón Bolívar.

• Realizan una gira de dos meses en Colombia.
2000
• Destacan con el tema "Debora" en el programa la Zona Obskura de Teleamazonas. Se estrena simultáneamente el video de la canción.
• Participan en un CD compilatorio de música ecuatoriana editado por Radio Francia Internacional.
• Grabación y lanzamiento del segundo CD “Disko Cero” bajo la producción de Peky Andino.
2001
• Aparecen como parte del soundtrack del cortometraje “Descensor” de Mauricio Samaniego donde Peky Andino es protagonista.
• Participan en el CD Compilatorio “Unification” editado en EE.UU. por el productor Chris Díaz.
2002
• Participan en la obra de música y teatro “Tarmutz”, del guitarrista Andrés Ortiz, con la idea de fusionar música académica y rock, estrenada en Teatro Universitario
• Denominados la banda más influyente del rock ecuatoriano por Radio Latina 88.1 FM.
• Montaje de danza y música junto al Frente de Danza Independiente dirigidos por el coreógrafo Kléber Viera.
• Mejor banda del 2002 por Radio Metro Stereo.
2003
• Abren el concierto del legendario músico argentino Luis Alberto Spinetta.
• Lanzamiento de su tercer CD denominado “Tres” producido por Igor Icaza.
• Designada como mejor banda de fusión del Ecuador en los Premios Larva.
• El 1 de junio la banda sufre la muerte de su vocalista y guitarrista Paúl Segovia, el impacto más trasdendental que sufre la agrupación y sus seguidores, esto los alejaría de los escenarios.
2004
• En junio se realiza el concierto electroacústico en tributo póstumo a un año de la muerte de Paúl Segovia.
• Presentación del cuarto trabajo de la banda “In Situ” grabado en vivo, en las giras que participaba Paúl Segovia.
2005
• Reconocimiento a lo "Mejor de la Música Juvenil Ecuatoriana, de las décadas de los 70,s, 80,s, 90,s, 2000, y lo mejor del 2005" como piloto del proyecto Mis bandas nacionales

El 26 de enero del 2005 , se realizó un Primer Reconocimiento a lo Mejor de la Música Juvenil Ecuatoriana, de las décadas de los 70,s, 80,s, 90,s, 2000, y lo mejor del 2005, en el Salón de la Ciudad. En este evento se reconoció a artistas como, Jorge Luis del Hierro, Sal y Mileto, Gabriela Villalba, Tercer Mundo, Selva, Cacería de Lagartos, Crucks en Karnak, Tranzas, Jaime Guevara, Contravía, Umbral, Dvd, Tomback, Alicia se Tiró por el Parabrisas, SIQ, La Grupa, Metamorfosis, y Mozarella, entre muchos otros

2005
• En junio se repite el tributo a Paúl Segovia con la participación de Franco Aguirre e Igor Icaza junto a varios músicos invitados interpretando temas inéditos.
• Estreno del video del tema “Tecknokrata” perteneciente al CD “Tres”.
2006
• En noviembre del 2006 se integra como guitarrista Luis Enriquez "Lucho Pelucho", y la banda regresa oficialmente a los escenarios, superando el impacto de la muerte de su vocalista y fundador.
• Realizan conciertos en Cuenca, Quito y Latacunga.
• El 3 de diciembre, participación en el IV Festival Internacional Musical Independiente Quito Fest.
2007
• El 26 de enero reciben el premio "Mejor Banda de los Noventas" por el proyecto Mis bandas nacionales de Radio Hot 106.

Se realizó la 1ra entrega oficial de la estatuilla MBN Ecuador 2006 el 26 de enero del 2007 en el Salon de la Ciudad. Artistas Premiados Jaime Guevara, Blaze, Margarita lazo, Jaime Enrique Aymara, Curare, Fausto Miño, Sal y Mileto e Hipatia Balseca, junto a personalidades y autoridades del Distrito Metropolitano de Quito, como la Sra Vicealcaldesa Margarita Carranco, y el Concejal Pablo Ponce.

• Se estrena la obra de teatro «Hasta nunca clase media», de Peky Andino, estrenada en el Teatro Sucre con temas de la banda.
• Sal y Mileto compone música y participa en vivo en la obra “La última es-cena” del coreógrafo Klever Viera junto al grupo de danza contemporánea “El Arrebato”.
• En marzo de 2007 son seleccionados para participar en el FIMU (Festival Internacional Universitario de Música) a realizarse en Belfort-Francia a finales de mayo.
• Gira "Karpazo Tour Europeo 2007 (Francia, Holanda, Espania, Portugal, Bélgica e Italia)" luego del FIMU.
• Participación en V Festival Internacional Quitu Raymi
2008
• En junio, en el quinto aniversario de la muerte de Paúl Segovia, Sal y Mileto presentó en un concierto gratuito en la Plaza del Teatro, Quito, Ecuador, Lanzamiento del EP "El Dolor".
• Retorno al escenario de la Fiesta de la Música en la Alianza Francesa.
• Septiembre, "Gira del Dolor", participan en BAFIM "Feria Internacional de la Música Buenos Aires", ofrecen conciertos en Rosario y Buenos Aires (Argentina), retornan a Ecuador directo a un show en Guayaquil y terminan en Cuenca.
• Octubre, festejo por sus por sus 15 años ofrecen dos conciertos electroacústicos en el Teatro México de Quito el cual fue registrado en video para la edición del DVD "kince años de rock libre".
2009
• Julio del 2009, lanzan su sexta producción en CD, denominado Elektroakustico (en vivo)
• Inicio del proyecto "Gira Nacional De Descentralización, Formación E Investigación Musical" que ofrece talleres gratuitos (bajo, guitarra y batería) en 8 provincias del Ecuador.
2010
• Presentaciones en varias ciudades
. Participan en: Festival Internacional "Canto de todos" Plaza de San Francisco (Quito), Festival San Pedro Music Camp (Pelileo, Tungurahua), Terminan proyecto "Gira nacional de descentralización, formación e investigación musical" cumplen con ocho talleres gratuitos de batería, bajo y guitarra, 10 años de la película "Ratas, ratones y rateros" de Sebastián Cordero (Plaza de las Americas-Quito).
. Sale del grupo Franco Aguirre. Igor Icaza (batería y voz) y Lucho P lucho Enriquez (guitarra y electrónica) siguen con la banda y luego de tres meses ofrecen tres conciertos en Estados Unidos (Nueva York / Trenton) junto a los nuevos integrantes: German Mora (bajo) y a Santiago Jiménez (saxo).
.Por las festividades de Quito, en diciembre participan en la Feria Internacional Quitumbe. Además, Grecia Albán (chelo), Joan Vans (voz) y David Rosales (batería) fueron invitados.
El 31 de diciembre participan en el clásico festival de rock y metal de Quito "Festival Concha acústica de la Villaflora" definiendo a la banda como un quinteto.
2011
Participan en el ¨Festival de Carnaval¨ en Tulcán – Carchi. La cantante Rita María (Portugal) se integra a la banda. Igor Icaza y músicos invitados graban el tema Luz Helena de Paúl Segovia para el soundtrack de la película "Con mi corazón en Yambo" de María Fernanda Restrepo. Ofrecen conciertos en Guayaquil y Montañita y luego realizan el octavo concierto en tributo a Paúl Segovia en la Plaza del Teatro de Quito. En julio cierran la ¨Semana de comunicación¨ de la Universidad Salesiana de Quito. Luego viajan a Estados Unidos y participan en el ¨7th Outdoor International Film, dance and music series Passport Frydays 2011¨ en el Museo de Artes Queens N.Y. Además, tocan en el emblemático bar ¨Trash Bar¨ de Brooklyn y en ¨Fontanas Bar¨ del China Town de Nueva York. A su retorno a Ecuador participan en los festivales: ¨Semana del Rock¨, festival ¨Velada libertaria¨, festival ¨Garganta de fuego¨, festival ¨Palabra a la calle¨, festival ¨Carpazo¨ y además, reciben el reconocimiento a su trayectoria por los ¨Premios Radio Pública del Ecuador¨.
2012
Ofrecen presentaciones en los clásicos bares de Quito: ¨El Pobre diablo¨, ¨Seseribó¨ y ¨Aguijón¨. Abren el concierto del grupo español Ilegales en Paute – Azuay. Graban los temas para la séptima placa. Cierran la Fiesta de la Música en Cuenca - Azuay. Luis Enríquez decide radicarse en Francia y la banda se separa momentáneamente.
2013
Los integrantes de la cuarta formación de Sal y Mileto se reúnen, cierran la Fiesta de la Música y lanzan el EP ¨Va…zuko¨ en la Alianza Francesa de Quito.
2014
La banda se reúne para celebrar los 20 años de trayectoria musical, con un concierto en la ya conocida Plaza del Teatro en el centro histórico de Quito. EL concierto se dio a las 19h30 de la noche con asistencia gratuita. En el escenario se presentaron junto a la Orquesta de Instrumentos Andinos, creando un ambiente inigualable para la celebración. La alineación de esa ocasión contó con Igor Icaza en la voz principal, Zak Icaza en la batería, Lucho Pelucho en la guitarra, German Mora en el bajo, Santiago Jiménez en el saxo y la portuguesa Rita Maria en los coros.
Durante el concierto se invitó a antiguos miembros de la agrupación, así como a invitados de honor que estuvieron involucrados de una forma u otra en el proceso de la banda de rock libre ecuatoriano. Entre los invitados especiales estuvo Damian Segovia, hijo del difunto y fundador de Sal y Mileto, Paul Segovia, quien tocó con la misma guitarra que usaba su padre.
2018
En marzo ofrecen un concierto para 500 personas en la sala ¨La ideal¨ en Quito, un día antes del evento se agotan las entradas. Participan como banda principal en el festival V.A.Q. en el Parque de las diversidades (ex Factory) en Quito; sin razón alguna, la policía cierra el acceso al público y se producen disturbios; los fanáticos de la banda logran ingresar y la banda toca para unas 7. 000 personas.
2019
En febrero ofrecen un concierto en el Teatro de la Casa de la Cultura de Cuenca junto a dos bandas locales. En Latacunga graban 4 temas en vivo para el proyecto audiovisual ¨Sesiones al Parque¨ uno de ellos junto a los músicos originales Víctor Narváez, Cesar Albarracín y Jorge Luis Rosero. Participan como banda principal en el Festival Internacional ¨Saca el diablo¨, que se celebra a las afueras de Quito. Estruendosis Producciones reedita el disco ¨Tres¨ de Sal y Mileto. Participan como banda principal en el festival ¨Polifest¨ tocando para unas 9.000 personas. Festejan su vigésimo quinto aniversario ofreciendo el ¨Concierto conmemorativo por los 25 años¨ junto a 13 músicos invitados en el Parque Cultural ¨Cumandá¨ de Quito, además ofrecen conciertos en Latacunga, Loja y Cuenca.
2020
En febrero se presentan en Riobamba como parte de la gira por los 25 años del grupo. A pesar de la pandemia, en julio ofrecen un concierto en línea y lanzan el tema ¨Kuántiko HP¨ con gran acogida de su público. En octubre, publican el EP del mismo nombre en todas las plataformas digitales y en diciembre logran agotar entradas para la ¨Cena concierto¨ en el bar Soundgarden de Tumbaco; al final de dicha presentación la presencia policial vuelve a ser característica de los conciertos de Sal y Mileto. A finales de año participan en el festival internacional Quito Fest. 
2021
En enero, a pesar de la intención de boicot mediático del Centro de Investigación Gubernamental, se emite la presentación de banda en el Quito Fest con gran apoyo del público. En agosto, participan en el Auto concierto y cierran el Festival ¨Bibilak Fest¨ en Biblián provincia del Cañar. El 20 de noviembre participan en el festival ¨Leyendas del rock¨ en Atuntaqui en la provincia de Imbabura y el 27 de noviembre son los artistas principales en el festival ¨Space Trip Fest 002¨ en Tumbaco Pichincha.
2022
En febrero son parte de las bandas invitadas del concierto solidario por el músico y amigo Mauricio Proaño. Participan como banda principal en el festival ¨Minipony Fest¨ en la sala de conciertos Soundgarden. Realizan el concierto ¨Sal y Mileto Elektroakústiko¨ con la participación del cuarteto ¨Las cuerdas de la muerte¨ y 6 músicos invitados en el Teatro ¨San Gabriel¨ de Quito y en el Teatro Pumapungo de Cuenca. En septiembre Sal y Mileto abre el concierto de la banda española de rock ¨Ilegales¨ en el ágora de la Casa de la Cultura en Quito. En noviembre participan en el festival ¨Fiesta Kuns¨ en Quito y luego en el festival ¨Te quiero Cuenca¨ en el estadio ¨Alejandro Serrano¨. Cierran el año como banda principal en el festival ¨Rockmiñahui¨ en Quito.
2023
La banda realiza la gira nacional ¨Aguanta 20 años¨ por la conmemoración de la edición del ¨Disco Tres¨ (Ibarra, Latacunga, Machala, Cuenca, Puyo, Guayaquil y Quito). En abril el power trío graba y lanza en todas las plataformas digitales el single ¨Dame un like¨ producido por el músico y productor Zak Icaza. En mayo participan como banda principal en el festival solidario para su amigo músico y activista Jaime Guevara ¨Todos por el Chamo¨. El primero de junio la Cinemateca Nacional presenta la proyección de una selección de videos de Sal y Mileto en honor a los 20 años de la muerte de Paúl Segovia. En septiembre Sal y Mileto participa en el festival ¨Loa Loa Fest¨ en Latacunga y en el festival ¨Amazonía indomable¨ en el Puyo junto a Los Kjarkas de Bolivia. En octubre el Centro Cultural Metropolitano presenta la muestra ¨Sal y Mileto La Exposición¨ y recibe más de 53.000 visitantes (una de las exposiciones más visitadas del 2023). Además, son la banda principal en el festival ¨Verano de las Artes¨ donde critican duramente al gobierno de Lasso, esto sería tendencia en las redes sociales, hecho que provocaría gran apoyo ciudadano y por otro lado, fuertes críticas de políticos y periodistas conservadores de Quito. A pesar la presión política y de varias cancelaciones de conciertos del grupo, la banda sigue adelante y publica en noviembre el video ¨Bankero CV¨ con gran aceptación. 
2024
Sal y Mileto inician el año como invitados especiales del proyecto ¨Selina Sessions¨ junto a la banda La doble en Cuenca. Luego participan en el festival ¨Perrock¨ en el teatro San Gabriel de Quito. La revista ¨Dolce Vita¨ publica su edición especial ¨Rock en español¨ e incluye un reportaje importante sobre Sal y Mileto. La banda participa en el festival solidario ¨Prohibido prohibir¨ para su amiga comunicadora Mayra Benalcázar en el Teatro Nacional de la Casa de la Cultura. Inician los festejos de sus treinta años de trayectoria con el proyecto ¨Sucre viajero¨ de la Fundación Teatro Nacional Sucre junto a la Banda Sinfónica Metropolitana y el Coro Mixto ¨Ciudad de Quito¨ en el parque ¨El Arbolito¨ de Quito.

## Discografía
• A propósito de un día común (demotape, 1995)

• Sal y Mileto (1999)

• Disko Cero (2001)

• Tres (2003)

• In situ (en vivo, 2004)

• El dolor (EP, 2008)

• Sal y Mileto Elektroakústiko (2009)

• Va... Zuko (2013)

• Kuántico HP (EP, 2020)

## Videos
• "Debora" por Peky Andino
• "Teknokrata" dirigido por Manuel Suquilanda
• "Fragmentos de Medea" dirigido por José Guayasamín
• "Aguanta" dirigido por Oscar León
• "Resplandor" dirigido por Jose Guayasamin
• "CH.K.V." dirigirdo por Gonzalo Díaz